# Buslijn 10 (Nijmegen)
De Nijmeegse buslijn 10 van Hermes (Breng), ook wel bekend als de Heyendaalshuttle, is een buslijn in de Gelderse stad Nijmegen.

## Route
De buslijn verbindt het centraal station van Nijmegen via station Nijmegen Heyendaal met de campus van de Radboud Universiteit en de Hogeschool van Arnhem en Nijmegen. Het betreft een ringlijn die vanaf Station Heyendaal via de Heyendaalseweg, Erasmuslaan, Philips van Leydenlaan en Kapittelweg een rondje over de campus rijdt. De bussen vertrekken op het Centraal Station vanaf een speciaal perron, perron M, dat niet aan de noordkant van het Stationsplein bij Doornroosje ligt, zoals de andere perrons, maar aan de zuidkant bij de onoverdekte fietsenstalling gelegen is. Verder is buslijn 10 een van de weinige buslijnen die wel door de Spoorkuil rijdt maar niet bij de bushalte Spoorkuil stopt, waardoor tijd wordt gewonnen.

## Dienstregeling
Omdat de buslijn iedere dag verantwoordelijk is voor het vervoeren van grote aantallen studenten van de RU en de HAN, rijdt de bus op weekdagen tussen 8:00 en 11:15 uur 's ochtends iedere vier minuten en vervolgens tot 17:30 iedere vijf minuten. Daarnaast worden er tussen 19:15 en 21:45 uur nog zo'n tien extra bussen per uur ingezet om de grote aantallen studenten te accommoderen. Op de buslijn rijden voornamelijk gelede bussen van het type Mercedes-Benz Citaro, om zo meer studenten per rit te kunnen vervoeren.

## Geschiedenis
De lijn is niet de eerste lijn 10 in Nijmegen. Op 2 januari 1991 werd door de CVD naar aanleiding van de invoering van de OV studentenkaart in de brede spitsuren (7.00-10.00 en 13.00-17.00 uur) een lijn 10 ingesteld van Station Nijmegen Dukenburg via Meijhorst, Hatert, Universiteit, Kunstijsbaan, Station, Centrum, Sint Maartenskliniek naar Berg en Dal. De lijn werd gereden met de oudste aanwezige standaardbussen. In tegenstelling tot de gelijktijdig ingestelde lijn 11 kon het lijnnummer 10 worden gefilmd omdat in de wagens de lijnfilm alleen de lijnen 1-10 bevatte.       
In de zomer werd niet gereden en op 29 mei 1992 werd de lijn weer opgeheven. In 1992 werd er opnieuw een lijn 10 ingesteld die reed van de Sint Maartenskliniek via Universiteit en Station Dukenburg naar Beuningen. Sinds 1994 werd van de Horstakker in Lindenholt via Brabantse Poort en Universiteit naar het station gereden.  
Op 12 december 2004 werd de Heyendaalshuttle toegevoegd aan de dienstregeling van Breng. Aanvankelijk reed de buslijn door de Spoorkuil en vervolgens over de Sint Annastraat. Hierbij werd eerst de halte Sint Annamolen en vervolgens eerst de HAN aangedaan. Vanaf augustus 2006 is de Spoorkuil verlengd tot aan station Heyendaal en wordt hierna eerst de halte Universiteit O.Z., thans Huygensgebouw genaamd, aangedaan.

## Maatregelen tegen drukte
Ondanks zijn hoge frequentie heeft lijn 10 te kampen met drukte. De toenemende studentenaantallen van de RU en de HAN, die naast lijn 10 ook geheel of gedeeltelijk worden bediend door de buslijnen 6, 9, 11 t/m 15, SB58, 83 en 300 en door de treinen van Arriva tussen Nijmegen en Venlo/Roermond, zorgen vooral in de ochtendspits voor zowel overvolle bussen als fietspaden.
Hiertoe is in maart 2018 besloten om vanaf september datzelfde jaar de collegetijden van de RU en de HAN, die beide begonnen om 8.45 uur, aan te passen. Aanvankelijk zouden de colleges op de RU een kwartier later en die van de HAN een kwartier eerder beginnen, omdat de RU studenten vanuit het gehele land trekt, terwijl naar de HAN voornamelijk studenten uit de regio gaan, die dus minder ver hoeven te reizen vanuit hun ouderlijke woonplaats. Omdat men constateerde dat het percentage studenten aan de RU dat op kamers woonde in Nijmegen vele malen hoger was dan dat aan de HAN, werd toch besloten om de colleges van de RU te vervroegen en die van de HAN te verlaten.
Om het openbaar vervoer van en naar de campus verder te verbeteren is het idee om trams in Nijmegen te gaan inzetten meermaals besproken. Een ander idee is om lightrailtrams die voor de Stadsregio Arnhem Nijmegen zijn overwogen om in te zetten als met Heijendaal. Tot circa 2016 is gepleit voor een 'trambus' onder de noemer Keizerlijn, die mede de verkeersproblematiek naar de Campus zou kunnen verlichten.
Tussen 2019 en 2028 wordt station Nijmegen ingrijpend verbouwd. Een van de ingrepen is onder meer dat lijn 10 verplaats zal worden naar een nieuwe halte nabij het Mercure hotel. Hierdoor zullen er ongeveer 300 bussen minder voorlangs het station rijden.